# Палффи, Дэвид
Дэвид Палффи (англ. David Palffy, род. 5 марта 1969) — канадский актёр венгерского происхождения.

## Биография
Дэвид Палффи учился в Университете Калгари и Гарвард. Позднее он поступил в Королевскую академию драматического искусства в Лондоне. С тех пор Палффи появлялся более чем в 90 теле-и кинопроектах. Он также известен как сценарист и режиссёр.
Палффи сыграл двоих самых известных злодеев Гоа’улдов Сокара и Анубиса в телесериале Звёздные врата: SG-1. Он часто играл в других научно-фантастических телесериалах, таких, как Секретные материалы, Первая волна, Блэйд, Андромеда, Иеремия, Свобода, Холодный отряд. Его первая главная роль в кино была роль Лоуэлла в фильме ШТОРМ.
Он создал актёрскую школу в Ванкувере, где тренировал многих известных актёров, среди них Эванджелин Лилли и Эрика Дюранс.
8 января 2005 года он женился на актрисе Эрике Дюранс. Пара приобрела дом в Ванкувере. 10 февраля 2015 года у пары родился мальчик Лохлан Вильям Палффи (Lochlan William Palffy). В апреле 2023 года стало известно о расставании супругов.

## Частичная фильмография
- 1987-1991 — Джамп-стрит, 21
- 1987 — Цельнометаллическая оболочка — солдат, в титрах не указан
- 1987-1990 — Пятница, 13-е — Фред Марр
- 1987 — Шторм — Лоуэлл
- 1990 — Четвёртая война
- 1993-2002 — Секретные материалы — Человек в чёрном
- 1995-2002 — За гранью возможного — Крамер
- 1998 — 2003 — Холодный отряд
- 1998-2001 — Первая война
- 1998-1999 — Новая семейка Аддамс — д-р ЛаБланк
- 1998-2004 — Звёздные врата: SG-1 — Сокар / Анубис
- 2000 — Свобода
- 2000-2005 — Андромеда — академик Лен-Нир
- 2001 — Ох, уж эти детки — агент Вессон
- 2002-2004 — Иеремия — Кори
- 2006-2007 — Блэйд — Фриц

### Игры
- Озвучил Калеба в игре Need for Speed: Underground 2.